# Fužine
Fužine (in italiano Fusine) è un comune della Croazia di 1 595 abitanti della regione litoraneo-montana in Croazia.

## Geografia fisica
Il centro di Fusine è situato a un'altitudine di 732 m nell'altopiano montuoso del Gorski Kotar e si sviluppa lungo la Via Carolina. Nei dintorni del paese ci sono tre laghi di interesse turistico ed energetico: il lago di Bajer, il più vasto, il lago di Lepenica e il piccolo bacino di Potkoš, circondati a sud dalle Alpi Bebie e a nord-est dal massiccio del Risgnacco. Poco lontano dall'abitato principale è la cava di Vrelo.
Nel comune si trova il villaggio di Vrata, noto per essere situato sul Passo di Vrata, che secondo la convenzione della Partizione delle Alpi adottata nel 1924 e secondo la suddivisione didattica tradizionale usata in Italia è l'estremo limite orientale delle Alpi, oltre il quale inizia la catena dalle Alpi Dinariche.

## Storia
Il termine "Fusine" deriva dal veneto (dove sono presenti numerose località col suddetto toponimo), più precisamente dal termine omonimo veneziano con il quale si intendevano le fucine od "officine" dove i maniscalchi veneziani anticamente riparavano imbarcazioni e realizzavano carri e carrozze. 
Fu solo con la costruzione della ferrovia Fiume-Zagabria che il paese conobbe un netto incremento demografico, giungendo alle dimensioni attuali.

## Geografia antropica

### Frazioni
Il comune è diviso in 6 insediamenti (naselja):
- Belo Selo (Villabianca[7])
- Benkovac Fužinski (Bencovaz[7] Bencovaz di Fusine)
- Fužine (Fusine[1])
- Lič (Lìccino[8])
- Slavica
- Vrata (Urata[1])